# Günsberg
Günsberg (toponimo tedesco) è un comune svizzero di 1 152 abitanti del Canton Soletta, nel distretto di Lebern.